# Bistum Jaffna
Das Bistum Jaffna (lat.: Dioecesis Iaffnensis) ist eine in Sri Lanka gelegene römisch-katholische Diözese mit Sitz in Jaffna.

## Geschichte
Das Bistum Jaffna wurde am 17. Februar 1845 durch Papst Gregor XVI. aus Gebietsabtretungen des Bistums Colombo als Apostolisches Vikariat Jaffna errichtet. 
Am 1. September 1886 wurde das Apostolische Vikariat Jaffna durch Papst Leo XIII. zum Bistum erhoben und dem Erzbistum Colombo als Suffraganbistum unterstellt. Das Bistum Jaffna gab am 19. Dezember 1975 Teile seines Territoriums zur Gründung der Apostolischen Präfektur Anuradhapura ab. Eine weitere Gebietsabtretung erfolgte am 24. Januar 1981 zur Gründung des Bistums Mannar.

## Ordinarien

### Apostolische Vikare von Jaffna
- Jean-Etienne Sémeria OMI, 1857–1868
- Christophe-Etienne Bonjean OMI, 1868–1883, dann Apostolischer Vikar von Colombo
- André-Théophile Mélizan OMI, 1883–1886

### Bischöfe von Jaffna
- André-Théophile Mélizan OMI, 1886–1893, dann Erzbischof von Colombo
- Henri Joulain OMI, 1893–1919
- Jules-André Brault, 1919–1923
- Alfred-Jean Guyomard OMI, 1924–1950
- Jerome Emilianus Pillai OMI, 1950–1972
- Jacob Bastiampillai Deogupillai, 1972–1992
- Thomas Savundaranayagam, 1992–2015
- Justin Bernard Gnanapragasam, seit 2015